# صحابیات
صحابیات زنانی هستند که محمّد پیامبر اسلام را دیده و مسلمان شده‌اند یا در زمان وی، مسلمان زاده شدند.
- اروی دختر عبدالطلب
- اروی دختر کرز
- اسماء دختر ابوکر
- اسماء دختر یزد
- اسماء دختر عمس
- ام حیبه
- ام خلد
- ام سمه
- ام سلم
- ام عمره
- ام قس
- ام کلثوم دختر عقه
- ام کلثوم دختر محمد
- ام کلثوم دختر علی بن ابی طالب
- ام هانی دختر ابوطلب
- امامه دختر ابی عاص ربعه
- برکه امّ امن
- جویریه دختر حرث
- حفصه دختر عر
- حارثه دختر محود
- حبیبه دختر عبدالله
- هاله دختر وب
- حلیمه دختر عبدلله
- حلیمه سعده
- حواء انصری
- خدیجه دختر خولد همسر محمد پیامبر اسلام
- خوله دختر عمر
- خوله دختر حکم
- خیره دختر ابی حر
- رقیه دختر ممّد
- رمله دختر ابوسفین
- زینب دختر جش
- زینب دختر خزمه
- زینب دختر علی بن ابی طالب
- زینب دختر محمّد
- سمیه دختر خیط
- سهله دختر سهل
- سلمه دختر عمیس
- سوده دختر زمه
- سمیه دختر خبّب
- سوده دختر زمه
- صفیه دختر عبدالطلب
- صفیه دختر حیی خطب
- عیشه دختر ابوبکر
- فاطمه زهرا دختر محمّد (پیامبر اسلام)
- فاطمه دختر حم
- لیلا دختر منال
- لبابه دختر حرث
- لبینه
- ماریه قبطیه
- ملیکه دختر ملحن
- میمونه دختر حاث
- نسیبه دختر حاث
- نسیبه دختر کب
- ام زبیراسمیه بنت اک
- اسانه بنت اک
- لیله بنت جمع
- حمیرا بنت عثمان
- ام الفضل بنت شمعون
- حفصه بنت حشام
- ام البره بنت حم
- ام الصدف بنت کام
- محیاء بنت امرالقس
- ام الخطم بنت الرجع